# Luisa Alberca
María Luisa Alberca Lorente (Alcázar de San Juan, província de Ciudad Real, 9 d'agost de 1920 - Logronyo, La Rioja, 25 d'octubre de 2006) va ser una popular escriptora espanyola de novel·les i guions radiofònics, entre 1950 i 1974. També va escriure adaptacions per a obres de teatre i cinema, amb menor repercussió.
Va ser una de les creadores del serial radiofònic a Espanya, un gènere hereu de les novel·les de fulletó decimonòniques, que va ser molt rellevant en l'entreteniment de la població –en especial la femenina– i en la propagació dels valors morals i socials que propugnava el franquisme.
Era tia del locutor de ràdio José Luis Pécker, i tia-àvia dels periodistes Beatriz  i Carlos Pécker.

## Biografia
María Luisa Alberca Lorente va néixer el 9 d'agost de 1920 a Alcázar de San Juan com la menor de cinc germans, que van quedar orfes de mare quan ella tenia quatre anys. Després del matrimoni dels seus germans, el seu pare i ella es van traslladar a Madrid. Entre 1930 i 1934 va viure a Alacant amb la seva germana Isabel. Allí va estudiar a l'Escola Professional de Comerç, carrera que va acabar després a l'Escola Central Superior de Comerç de Madrid. Va estudiar Peritatge Mercantil.

En acabar la Guerra Civil, va ingressar el 1941 com a administrativa en l'Exèrcit de l'Aire. El 3 de juliol de 1943 va contreure matrimoni amb el seu company de treball Juan José Bretón Fernández, un funcionari natural de Nájera, amb qui va tenir dues filles, María Elisa i Elvira, nascudes el 1944 i 1948 respectivament. Excepte un breu període d'excedència, va romandre com a funcionària de l'administració civil de l'estat fins que es va jubilar al juny de 1986.
| «               | Em preparava per a les oposicions al Ministeri de l'Aire. Necessitava practicar la mecanografia i era molest tenir algú, avorrit, dictant-me. Per això vaig decidir escriure el que se m'acudís, i d'allò va sortir el meu primer conte. | » |
| — Luisa Alberca | |   |

En aquells dies llegia bastant Concha Espina i va publicar els seus primers relats en els setmanaris Domingo, Letras i Siluetas, alguns amb il·lustracions de Lorenzo Goñi. El 1946 un conte seu, Renunciación, signat com a Luisina Alberca, va ser inclòs per Federico Carlos Sainz de Robles en la seva antologia Cuentistas españolas contemporáneas (Madrid: Aguilar, 1946), juntament amb una vintena d'autores més. Es va presentar a més al premi Cafè Gijón amb el conte Cedros sombríos i al Premi Hucha de oro amb El negativo. També va treballar en una adaptació cinematogràfica de La rosa del azafrán per a un concurs. La seva primera novel·la, Patricia Rilton (1950), va quedar entre les finalistes del Premi Nadal, i en dues ocasions més les seves obres van ser seleccionades per al mateix premi (Perjurio, per exemple).
Quan es va presentar al concurs de guions radiofònics la Cadena SER «La teva carrera és la ràdio» va conèixer el també candidat Guillermo Sautier Casaseca, amb qui ben aviat començaria a col·laborar. La seva primera i més coneguda obra en col·laboració va ser la radionovel·la Lo que no muere (1952), que va marcar el tret de sortida per a un gènere extremadament popular en la vida quotidiana dels espanyols durant prop de tres dècades i molt influent en l'anomenada educació sentimental de les generacions marcades per l'ambient repressiu del franquisme i l'escapisme que aquesta mena de relats produïen. Fou emesa interpretada pel quadre d'actors de la cadena SER, amb les actrius i actors de veu més populars del momentː Matilde Conesa, Juana Ginzo, Maribel Alonso, Pedro Pablo Ayuso... Quan va ser publicada com a novel·la va vendre 200.000 exemplars en pocs dies. Va ser, a més, estrenada en adaptació dramàtica el 7 d'agost de 1953 al Teatre Romea de Barcelona, i en cinema el 1955 com Lo que nunca muere, amb guió de guió de Luisa Alberca i José Antonio de la Loma, dirigida per Juli Salvador, i interpretada per Conrado San Martín i Vira Silenti. Més tard elaboraria altres novel·les que després adaptaria al serial, com Turismo en París, que es va convertir en Amor en París, publicada el 1959 per l'editorial Pentágono.
En 1958 l'editorial REM va publicar el seu conte per a nens Los mensajeros del diablo. Un parell d'anys abans havia declarat sentir-se molt satisfeta de la seva novel·la La última dicha. Admirava l'obra literària de Thomas Mann i d'escriptores com Carmen Laforet, Elena Quiroga i Ana María Matute.

No obstant això, Luisa Alberca era conscient que la seva dedicació als serials radiofònics suposava un hàndicap per a la seva carrera literària, i ho va declarar en una entrevista de gener de 1961 concedida a La hoja del lunes de Madrid:
| «               | Jo tenia altres somnis... En el fons els continuo tenint, per allò que desistir és l'últim. Però sé que ara em serà més difícil de dur-los a terme. La fama dels serials perjudica cuando es vol escriure un altre gènere. És impossible ser imparcials a l'hora de jutjar... | » |
| — Luisa Alberca | |   |

Va declarar que prenia els seus personatges de la vida mateixa, i que a molts els coneixia i tractava directament, per exemple els de la seva novel·la Un arrabal junto al cielo. També afirmava que un serial de quaranta capítols trigava a escriure'l quinze o vint dies, treballant-hi sis o vuit hores diàries. Sentia certa predilecció pel diàleg i procurava conjugar en tot moment intriga, passió i entreteniment. A més de guions de serials radiofònics i novel·les populars, també ho va provar amb el teatre: alguns dels seus serials radiofònics amb Sautier es van adaptar a l'escena, de vegades amb èxit escàs, com La dama de verde i La segunda esposa, que van sofrir l'urpa del crític Alfredo Marqueríe, o amb millor fortuna, com En nombre del hijo i La casa del odio. Va col·laborar a més amb l'escriptor alacantí Fernando Martínez Beltrán, amb qui va escriure les peces teatrals La mujer de cristal i Sin celda, representades en diferents localitats catalanes, la segona amb força èxit.
A principis dels seixanta Alberca i Sautier van posar fi a les seves col·laboracions radiofòniques, perquè Sautier va recórrer a Rafael Barón Valcárcel quan tots dos van aconseguir el memorable èxit d'Ama Rosa. Després del seu pas per la SER, Alberca va començar a escriure com a autora independent per a La Voz de Madrid, emissora capçalera de la Xarxa d'Emissores del Moviment (REM). En aquesta cadena un dels seus grans èxits va ser Palabras en la tierra, text que a petició dels seus oïdors va ser editat en format de llibre. L'escriptora va mantenir aquestes col·laboracions radiofòniques fins als anys seixanta del segle XX, adaptant per a les ones més de cinquanta novel·les. En aquells dies va començar a col·laborar en els guions del seu nebot José Luis Pécker.
Jubilada des de 1986, va morir als 86 anys, el 25 d'octubre de 2006 a Logronyo.

## Obres

### Novel·les en solitari
| - Patricia Rilton (1950) - Palabras en la tierra (1957) - Detrás está la vida (1958) - Los mensajeros del Diablo (1958) - Pleito de amor (1958) - Amor en París (1959) - El camino más sencillo (1960) - La otra justicia (1960) - Amor y egoísmo (1962) - Cera fundida (1962) - Fijaos en los lirios (1963) - Pacto peligroso (1964) - Dina (1965) - La isla de Adriana: Tomo I (1965) - La isla de Adriana: Tomo II (1965) - El camino solitario: Tomo I (1966) - El camino solitario: Tomo II (1966) - Sombras de muerte (1966) - Campo de sangre (1967) - Oculto destino (1967) - El cielo que nunca vi (1973) - Drogas y amor (1974) | - Al regresar de las nubes - Al regresar de las sombras - Amanecer sombrío - A pecho descubierto - Caída del cielo - Claudia y sus demonios - Como lluvia sobre tierra seca - Destino - Duelo por un mito - El hogar enemigo - El hombre de las dos caras - El juego de la muerte - Esplendor y miseria - Frente a la vida - Hambre de paz - Huellas de una vida - La casa del odio - La chica del violín - La estatua de ceniza - La forastera - La herencia del tío Manolo | - La justicia del inocente - La muchacha del bañador rojo - La promesa de Santa Gúdula - La razón de cada uno - La segunda verdad - La silla vacía - Larga noche de una duda - Las fronteras del mundo - Las garras del chantaje - Náufragos en la noche - Noche sin aurora - Palabras en la tierra - Perjurio - Persuasión - Río de pasiones - Se ha perdido una estrella - Siempre amanece - Sucedió en Berna - Una mujer llamada fantasía - Una mujer vuelve a su mundo - Yo soy mi voluntad |

### Novel·les en colaboració amb Guillermo Sautier Casaseca
| - Lo que nunca somos (1952) - La sangre es roja (1953) - Lo que no muere (1953), adaptada al teatre i al cine amb el títol de Lo que nunca muere - Se abren las nubes (1953) - Un arrabal junto al cielo (1953) - La casa del odio (1954) - La última dicha (1954) - Llamas de redención (1954) - Y doblaron las campanas (1954) | - …Y creó la nada (1955) - La muerte está al aparato (1955) - La segunda esposa (1955) - En nombre del hijo… (1957) - La dama de verde (1958) - Historia de un amor (1964) - Historia de un hombre (1964) - Historia de una mujer (1964) | - Los que morimos (1968) - Extraño poder (1969) - El derecho de los hijos - El serial de las 8:30 - La cara del diablo - La segunda esposa - Los ángeles tienen alas - Rosa María |

### Novel·les en col·laboració amb Fernando Martínez Beltrán
- La luna se asoma al sótano
- La mujer de cristal
- No hay luz en la casa de enfrente

## Reconeixements
El conjunt de la seva obra constitueix un referent per a l'estudi sociològic d'Espanya durant els anys del franquisme.
Malgrat que sovint ha estat ignorada darrere el celebrat Sautier Casaseca, i el seu nom diluït darrere un aparent Luís Alberca, l'escriptor Francisco Umbral va qualificar el conjunt d'aquests guionistes radiofònics com «el 98 de la ràdio» i el periodista Enrique Sánchez Lubián ha contribuït a rescatar de l'oblit la seva obra.
A la Casa de la Cultura del seu poble natal se li ha dedicat una Sala Polivalent. I la Junta de Comunitats de Castella-la Manxa atorga des de 2020 un premi de periodisme sobre igualtat de gènere que porta el seu nom.